# Xã Washington, Quận Laclede, Missouri
Xã Washington (tiếng Anh: Washington Township) là một xã thuộc quận Laclede, tiểu bang Missouri, Hoa Kỳ. Năm 2010, dân số của xã này là 1.540 người.